# Нехристовка
Нехри́стовка (укр. Нехристівка) — село,
Харсикский сельский совет,
Чернухинский район,
Полтавская область,
Украина.
Код КОАТУУ — 5325185405. Население по переписи 2001 года составляло 60 человек.

## Географическое положение
Село Нехристовка находится в 2-х км от левого берега реки Многа,
в 1,5 км от сёл Бондари и Луговики.
Рядом с селом протекает пересыхающий ручей с запрудой.